# Anis Nabar
Johanes Nabar (sinh ngày 14 tháng 9 năm 1991), hay còn được biết với tên Anis Nabar, là một cầu thủ bóng đá người Indonesia hiện tại thi đấu cho Sriwijaya ở Liga 1.